# Évaux-et-Ménil
Évaux-et-Ménil é uma comuna francesa na região administrativa do Grande Leste, no departamento de Vosges. Estende-se por uma área de 5 km². Em 2010 a comuna tinha 360 habitantes (densidade: 72 hab./km²).